# دم‌پنبه‌ای تنومند
دم‌پنبه‌ای تنومند (نام علمی: Sylvilagus robustus) نام یک گونه از سرده خرگوشک دم‌پنبه‌ای است.